# Ийст Майн крий
Ийст Майн крий (на английски: East Main Cree) са част от източните крий и наскапи, които живеят в Квебек, на изток от залива Джеймс и в южната част по източната страна на Хъдсъновия залив. Терминът Ийст Майн крий се появява през 1600-те и е използван от Компанията Хъдсън Бей като име на съответната област в търговията с кожи. Терминът включва индианците живеещи между залива Ричмънд на север и река Нотоуей на юг.
Тези индианци говорят диалект на Източните крий класифициран към езика Крий-Монтанай-Наскапи на Алгонкинското езиково семейство.
Ийст Майн крий са разделени на две основни подразделения:
- Крайбрежни (Уи’нипе’ку’уийийу’ч – хората от солената вода) – по източния бряг на залива Джеймс.

- Вътрешни (Ну’хчими’уийийу’ч – хората от блатата) – източно от Хъдсъновия залив във вътрешността.

От своя страна тези подразделения са разделени на по няколко локални групи, съставени от малки групички.
Крайбрежни:
- Атама’пи’симуийийу’ч – северните хора – северно от Форт Джордж.

- Пи’симута’уийийу’ч – южните хора – южно от Форт Джордж.

Групи:
- Форт Джордж, Грейт Уол Ривър (Чише’си’пи’уийийу – хората от голямата река)
- Каниапискау
- Ничикун (Ничикуани’уийийу – хората ловуващи видри)
- Рупърт Хайс (Уи’ни’пе’ку’уийийу – крайбрежните хора или Уи’нипе’ку’уа’скахиканисийийу – хората с къщите на солената вода)

Вътрешните се подразделяли на няколко групи, които носели имената на езерата около които живеели:
- Неоскуескау
- Немискау
- Мистасини
- Уасианипи

Крайбрежните Ийст Майн крий живеят в дългата и тясна ивица земя, обхващаща низината около източния бряг на залива Джеймс. Издържали се традиционно с лов, риболов и събирачество и специално с морски лов на тюлени по брега на залива Джеймс.
Вътрешните, които били в тесни отношения с Крайбрежните ловували в областта около езерата Канаупискау, Каниапискау и Ничикуон и понякога се свързвали чрез смесени бракове с наскапите живеещи около Форт Чимо. Когато бил отворен Ничикуон започват да използват него като основен търговски пост.
През 1611 г. Хенри Хъдсън се среща с крайбрежните групи близо до южния ъгъл на залива Джеймс. Следващата среща е чак през 1668 г. Английски мисионери пристигат във Форт Джордж през 1852 г.